# Endomorphisme normal
Un endomorphisme normal est un opérateur d'un espace de Hilbert qui commute avec son adjoint.

## Définition
Soient H un espace de Hilbert (réel ou complexe) et u un endomorphisme de H, d'adjoint u*. On dit que u est normal si

## Exemples
- Les endomorphismes autoadjoints sont normaux (cas u* = u).
- Les endomorphismes antiautoadjoints sont normaux (cas u* = –u).
- Les isométries vectorielles sont des endomorphismes normaux (cas u* = u−1).

## Propriétés
1. Lorsque le Hilbert H est de dimension finie (autrement dit si c'est un espace euclidien ou un espace hermitien), u est normal si et seulement si sa matrice, dans une base orthonormée, est une matrice normale.
2. Lorsque H est un espace hermitien, un endomorphisme de H est normal (si et) seulement s'il est diagonalisable dans une base orthonormée.
3. Lorsque H est un espace euclidien, un endomorphisme de H est normal (si et) seulement s'il est somme directe orthogonale d'homothéties et de similitudes planes directes.
4. Lorsque H est de dimension finie, si un sous-espace vectoriel F est stable par un opérateur normal u alors son orthogonal l'est aussi (ou ce qui revient au même : F est stable par u*).
5. u est normal si et seulement si pour tout vecteur x de H, ║u(x)║ = ║u*(x)║.
6. Tout vecteur propre pour un opérateur normal u, pour une valeur propre λ, est aussi propre pour u*, pour la valeur propre λ.
7. Le rayon spectral d'un opérateur normal est égal à sa norme d'opérateur.
8. Un opérateur compact u sur un espace de Hilbert complexe H est normal (si et) seulement si H admet une base hilbertienne propre pour u.
9. Un opérateur compact u sur un espace de Hilbert réel H est normal (si et) seulement si u est somme hilbertienne d'homothéties et de similitudes planes directes.

Commentaires point par point :
1. vient du fait que dans une base orthonormée, la matrice de l'adjoint de u est la matrice adjointe de celle de u. Dans le cas euclidien, la matrice est réelle, donc sa matrice adjointe est sa matrice transposée.
2. se prouve par récurrence sur la dimension de H, en utilisant 6 : si λ est une valeur propre pour u alors H est somme directe du noyau de u-λidH et de son orthogonal, et u se restreint en un opérateur normal sur cet orthogonal.
3. se déduit de 2 en "passant par les complexes". Attention, dans un espace euclidien, un endomorphisme normal n'est pas toujours diagonalisable (penser aux rotations planes). Il l'est si et seulement si toutes ses valeurs propres sont réelles, c'est-à-dire si et seulement s'il est non seulement normal mais autoadjoint.
4. se prouve par exemple en écrivant la matrice de u, dans une base orthonormée adaptée, sous forme de quatre blocs dont un nul, en explicitant la normalité de u par des équations sur ces blocs, et en utilisant qu'un bloc x est nul dès que la trace de xx* l'est. En d'autres termes, soient p la projection orthogonale de H sur F, x = pu(1 – p) et y = up = pup ; alors x = 0 car tr(xx*)=0, puisque xx* = pu(1 – p)u*p = puu*p – pupu*p = pu*up – yy* = y*y – yy*.
5. devient immédiat quand on remarque que la condition équivaut à l'égalité des deux formes quadratiques associées aux opérateurs autoadjoints u*u et uu*.
6. s'obtient à partir de 5 appliqué à l'opérateur normal u-λid : il a même noyau que son adjoint. Cette propriété est fausse pour un opérateur non normal : en dimension finie on peut seulement affirmer que les valeurs propres de l'adjoint sont les conjuguées des valeurs propres de l'opérateur mais avec des vecteurs propres différents, et en dimension infinie, même cette correspondance entre valeurs propres n'est plus vérifiée.
7. La majoration du rayon spectral par la norme est une propriété générale facile. L'égalité (pour un opérateur normal) se déduit de l'expression du rayon spectral d'un opérateur à partir des normes de ses puissances. En effet, en posant v = u*u, on a (si u est normal) {\displaystyle \rho (u)=\lim _{n\to \infty }\|u^{n}\|^{1/n}=\lim _{n\to \infty }\|(u^{n})^{*}u^{n}\|^{1/(2n)}=\lim _{n\to \infty }\|v^{n}\|^{1/(2n)},} or pour tout n, vn est autoadjoint donc la norme de son carré est égale au carré de sa norme, en particulier pour les n qui sont des puissances de 2, si bien que dans la dernière limite ci-dessus, la sous-suite correspondante est constante et vaut ║v║1/2 = ║u║. En dimension finie, une preuve plus élémentaire se déduit de 2 (resp. 3) : ρ(u)=k étant ici égal au plus grand des modules des valeurs propres (complexes) de u, puisque tout vecteur x est somme de vecteurs xi orthogonaux deux à deux, et dont les images, elles aussi orthogonales, vérifient {\displaystyle \|u(x_{i})\|\leq k\|x_{i}\|}, on a {\displaystyle \|u(x)\|^{2}=\sum \|u(x_{i})\|^{2}\leq \sum k^{2}\|x_{i}\|^{2}=k^{2}\|x\|^{2}}, d'où ║u║ ≤ k.
8. généralise 2 et s'en inspire : les valeurs spectrales non nulles d'un opérateur compact u sont (au plus) dénombrables et sont des valeurs propres. Si de plus u est normal, en itérant 2, on prouve que H est somme hilbertienne des sous-espaces propres associés et de l'orthogonal F de cette somme. La restriction de u à F est alors un opérateur normal de rayon spectral 0, donc est nulle d'après 7.
9. se déduit de 8 comme 3 se déduit de 2 (et de même, il existe une base hilbertienne du Hilbert réel H propre pour u si et seulement si l'opérateur compact u est non seulement normal mais autoadjoint).